# Edward Maya
Edward Maya, właściwie Eduard Marian Ilie (ur. 29 czerwca 1986 w Bukareszcie) – rumuński muzyk, producent, kompozytor. Ukończył liceum muzyczne „George Enescu” w Bukareszcie, obecnie (2011) student ostatniego roku w Narodowym Uniwersytecie Muzycznym w Bukareszcie (rum. Universitatea Națională de Muzică București).
W 2013 wydał album „The Stereo Love Show”.
Ukończył muzyczną szkołę średnią w Bukareszcie. Obecnie studiuje w stołecznym Konserwatorium.
Mając dziewiętnaście lat wspólnie z Eduardem Carcotą skomponował piosenkę na konkurs Eurowizji, która zajęła 4. miejsce. Był to punkt zwrotny w jego życiu i początek niezwykle wytężonej pracy z rumuńskimi artystami, jak Akcent, Costi Ioniță, Vika Jigulina, Cassa Loco, Studio One, DjRynno, Dj Sava, Marius Nedelcu, Blaxy Girls oraz Imba.
W 2008 roku wyprodukował krążek formacji Akcent. Tym samym zaistniał na międzynarodowej scenie muzycznej za sprawą takich przebojów, jak „Stay with Me”, „That's my Name” oraz „Lover's Cry”.
Rok później, utwór „Stereo Love”, sygnowany po raz pierwszy jego nazwiskiem, stał się niekwestionowanym hitem klubowych parkietów na całym świecie. Piosenka z powodzeniem opanowała listy przebojów między innymi w Grecji, Albanii, Libanie, Macedonii, Armenii, Portugalii, Rosji, Polsce, Holandii, Egipcie, Hiszpanii, Włoszech, Turcji i Cyprze. Pokłosiem tego było ogólnoświatowe tournée.
Artysta zachęcony tym sukcesem wszedł znów do studia i rozpoczął pracę nad swoimi nowymi projektami muzycznymi w podwójnej roli; jako producent i wokalista.